# Dülgerler, Hadim
Dülgerler là một xã thuộc huyện Hadim, tỉnh Konya, Thổ Nhĩ Kỳ. Dân số thời điểm năm 2011 là 166 người.